# Pavillon Ledoyen
Pour les articles homonymes, voir Ledoyen.
Le Pavillon Ledoyen (anciennement Chez Ledoyen) est un célèbre restaurant parisien situé dans le carré Ledoyen des jardins des Champs-Élysées, dans la partie orientale de l'avenue des Champs-Élysées (8e arrondissement) au 8 avenue Dutuit. C'est l'un des plus anciens du quartier.

Les Artistes scandinaves au Café Ledoyen, un jour de vernissage par Hugo Birger, Salon de Paris, 1886.

Les murs du restaurant sont la propriété de la ville de Paris, et l'exploitant actuel est la société Carré des Champs-Élysées, dirigée par Yannick Alléno (chef des trois restaurants étoilés présents dans l'établissement).

## Histoire
Au départ, une très modeste auberge de 13 mètres sur 4, aux murs blancs et aux volets verts, propriété du Sieur Desmazure, ouvrit ses portes en 1779 à proximité de la place Louis XV (actuelle place de la Concorde), dans le carré des Ambassadeurs des Champs-Élysées, à proximité du Café des Ambassadeurs (soit entre l'avenue des Champs-Élysées et l'actuelle avenue Gabriel). Quelques arbustes en caisse séparaient l'auberge de l'avenue.
Le 4 août 1791, Desmazure loua l'établissement à Antoine-Nicolas Doyen, dit aussi Ledoyen, qui l'aménagea et parvint à y attirer la clientèle des conventionnels (la Convention siégeait à proximité au Jeu de Paume du jardin des Tuileries), bien que le quartier des Champs-Élysées fût encore assez mal famé.
Vers 1830, l'établissement, toujours propriété de la famille Desmazure, avait été repris par Delange sous le nom de Café de la Surprise.
En 1848, l'architecte Jacques Hittorff, chargé de l'aménagement des jardins des Champs-Élysées, le fit transférer à son emplacement actuel, dans le carré du géorama, de l'autre côté de l'avenue, à l'emplacement de l'établissement qui avait été, sous la Révolution française, celui du traiteur Dupe.
En 1858, la gérance du restaurant Chez Ledoyen (ancien nom du Pavillon Ledoyen) est reprise par Pierre Balvay pour 115 000 francs de l'époque. Parmi son personnel, il remarque les grandes qualités professionnelles d'un jeune homme originaire de Bourgogne comme lui. Il se nomme Arthur Millon. Il deviendra son gendre puis reprendra la gérance du restaurant à partir de 1881, première étape à la construction de son empire de l'hôtellerie-restauration parisienne. En 1903, il transmettra, à son tour, la gérance du restaurant à son gendre, Albert Kieffer (1874-1934).
De 1992 à 1998, le restaurant est dirigé par le chef Ghislaine Arabian, qui devient alors la seule femme détentrice de deux étoiles au Guide Michelin.
De 1998 à 2014, le restaurant est dirigé par Christian Le Squer.
Le 1er juillet 2014, Yannick Alléno,, chef multi-étoilé, reprend les cuisines de cette maison, alors que le restaurant connaît 400 000 euros de pertes. Un million d'euros est investi et des travaux sont entrepris.
D'une superficie de 1 620 m2 sur quatre niveaux, le Pavillon Ledoyen compte une salle du premier étage classée aux monuments historiques.
Depuis la reprise du restaurant par Yannick Alléno, ce dernier est accusé de management violent ; des coups physiques portés sur les cuisiniers et du harcèlement lui sont notamment reprochés,.

## Dans la fiction
Le restaurant Chez Ledoyen (ancien nom du Pavillon Ledoyen) sert de cadre au tournage des scènes extérieures du film Le Grand Restaurant avec Louis de Funès, en 1966 (et la salle est reconstituée en studio) et du film Prêt-à-porter (1994) de Robert Altman. Certaines scènes du film Jet Set (2000) y sont également tournées. Le restaurant a également servi pour les scènes extérieures et quelques scènes intérieures figurant le Carco's Cabaret, tenu par Gérard Depardieu dans le film Les Anges gardiens (1995). Le bar a aussi servi de cadre à l'émission télé sur Paris Première : Le Jean Edern's Club animé par Jean-Edern Hallier de 1995 à 1997. En 2023 sort le film La Bête avec Léa Seydoux, dont une scène est filmée dans l'espace classé aux monuments historiques (actuellement le restaurant 3 étoiles de Yannick Alléno, Alléno Paris).

## Sources
- Collection de menus du restaurant Ledoyen conservés à la Bibliothèque nationale de France.
- Avenue des Champs-Élysées – Les jardins sur le site Mon village : le faubourg du Roule et ses environs (consulté le 3 janvier 2009).
- Alexandre Tessier, Le Grand Hôtel. L'invention du luxe hôtelier 1862-1972, Rennes, Presses Universitaires de Rennes, coll. « Tables des hommes », 2012, 385 p.  (ISBN 978-2753518605).